# Dieter Berninghaus

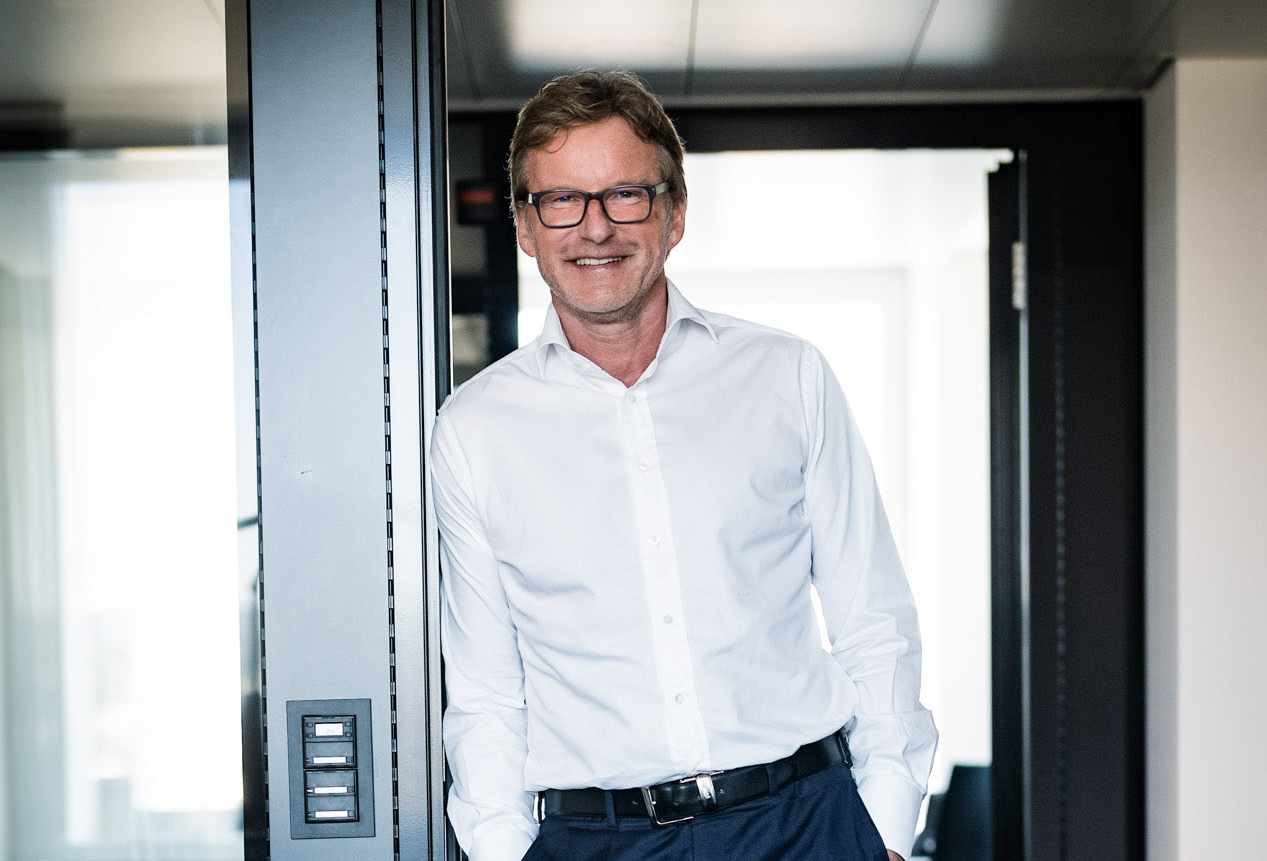
Ernst Dieter Berninghaus (2021)

Ernst Dieter Berninghaus (* 19. März 1965 in Pulheim, Nordrhein-Westfalen) ist ein deutsch-schweizerischer Manager und Unternehmer. Seit 2016 ist er Vorsitzender des Beirats der Signa Holding. Seit Frühjahr 2023 ruht die Tätigkeit krankheitsbedingt. Zuvor war Berninghaus für Migros, Denner und die Rewe Group tätig.

## Leben
Berninghaus absolvierte ein Studium der Betriebswirtschaft und wurde 1990 zum Dr. rer. pol. an der Universität Köln promoviert. Seine Dissertation beschäftigte sich mit Joint Ventures in der Sowjetunion.

## Wirken
1991 begann Berninghaus im Vorstandsstab der Metro Holding im schweizerischen Baar/Zug und arbeitete vornehmlich für Erwin Conradi, Generalbevollmächtigter der Metro. Im Zuge des Börsenganges leitete er mehrere Jahre die Internationalisierung und Unternehmenspolitik. Zudem war er Aufsichtsrat mehrerer Tochterfirmen wie Real, Massa, Extra und Tip.

### Rewe Group
1999 wechselte Berninghaus in die Unternehmensleitung der deutschen Rewe Group. 2001 wurde in den Vorstand berufen und übernahm dort die Verantwortung für das internationale Geschäft und E-Business. Dabei trieb er die Expansion der Rewe nach Süd-, Mittel- und Osteuropa maßgeblich voran. Im Mai 2004 trat Berninghaus die Nachfolge von Hans Reischl als Vorstandsvorsitzender der Rewe an, trat aber im selben Jahr zurück.

### Denner & Migros
Daraufhin wurde Berninghaus zunächst Berater von Philippe Gaydoul, Chef des Schweizer Discounters Denner, der damaligen Nummer drei im nationalen Einzelhandel der Schweiz. 2007 zog er dann in den Verwaltungsrat der Rast Holding ein, die als Muttergesellschaft von Denner fungierte. Nach Übernahme von Denner durch den Migros-Genossenschafts-Bund erhielt er im Verwaltungsrat die Position des Präsidenten. 2008 trat er wieder in eine operative Funktion ein: Als erster Ausländer überhaupt wurde Berninghaus Mitglied der Generaldirektion des Migros-Genossenschafts-Bundes und Leiter des neu geschaffenen Departements Handel, die Schweizer Staatsbürgerschaft erhielt er Ende 2015. Im März 2016 kündigte er den Rücktritt per Mitte Jahr an. Damals erbrachte Beringhaus bereits Beratungsdienstleistungen für die Signa-Gruppe. Ob diese Doppelfunktion zu Interessenkonflikten führte, ließ der Migros-Genossenschafts-Bund 2024 abklären und kam dabei zum Schluss, dass es «zu keinen Interessenkonflikten oder finanziellen Nachteilen für die Migros» gekommen sei.

### Signa-Gruppe
Zum 1. September 2016 übernahm Berninghaus den Vorsitz des Beirats (Chairman of the Executive Board) der Signa Holding, einem österreichischen Immobilien- und Handelskonzern mit Sitz in Innsbruck. Zugleich rückte er an die Spitze des Beirats von Signa Retail, der Einzelhandelssparte der Signa Holding. In diesen Funktionen begleitet er die strategische Weiterentwicklung der gesamten Unternehmensgruppe und des Handelsgeschäftes im Spezielles, auch als Vice Chairman von Globus und Co-Chairman der Selfridges Group. Berninghaus ist über sogenannte Phantom Stocks an der Signa-Gruppe beteiligt.
Im Oktober 2023 berichtete das Manager Magazin, Berninghaus habe alle Mandate bei Signa krankheitsbedingt niederlegen müssen. Gemäß  einem Eintrag im Schweizerischen Handelsamtsblatt SHAB schied er 2024 aus dem Globus-Verwaltungsrat aus. Laut der NZZ hat die Wirtschafts- und Korruptionsstaatsanwaltschaft aus Wien im März 2025 Ermittlungen gegen Berninghaus aufgenommen. Dabei gehe es um ein mögliches Darlehen, welches Berninghaus von der Signa-Holding erhalten habe. Angeblich lieferte ein durch René Benko aufgenommenes Gespräch, zwischen Benko und Berninghaus, den Anfangsverdacht für die Ermittler, welche Berninghaus nun Untreue vorwerfen.

## Mandate
Berninghaus sitzt im Stiftungsrat der Lindt Chocolate Competence Foundation. Der Zweck der Stiftung besteht in der gemeinnützigen Förderung von Wissenschaft und Forschung, Ausbildung, Kultur und Information der Öffentlichkeit rund um Schweizer Schokolade.

## Lehre
Berninghaus gehört dem Beirat des Department of Economics der Universität Zürich an. Das Gremium hat eine beratende Funktion und soll den Austausch zwischen Wirtschaft und Wissenschaft fördern, insbesondere im Hinblick auf Erkenntnisse aus der Praxis.
Außerdem ist Berninghaus Lehrbeauftragter und Dozent rund um die Digitale Transformation und Business Innovation am Forschungszentrum für Handelsmanagement der Universität St. Gallen. Inhaber des Gottlieb-Duttweiler-Lehrstuhls für Internationales Handelsmanagement ist Thomas Rudolph, ehemaliger Verwaltungsrat von Migros.

## Privates
Berninghaus ist verheiratet und Vater von fünf Kindern.
Seit 2015 besitzt Berninghaus auch die eidgenössische Staatsangehörigkeit.